# 世缘角
エイタンノット崎或世缘角（俄语：Мыс Край Света）是色丹岛东北的海角，伸入太平洋，高约40米到50米。